# Alcórrego e Maranhão
Alcórrego e Maranhão (oficialmente: União das Freguesias de Alcórrego e Maranhão) é uma freguesia portuguesa do município de Avis, com 128,75 km² de área e 413 habitantes (censo de 2021). A sua densidade populacional é 3,2 hab./km².

## História
Foi criada aquando da reorganização administrativa de 2012/2013, resultando da agregação das antigas freguesias de Alcôrrego (sede) e Maranhão.

## Demografia
A população registada nos censos foi:
| Distribuição da População por Grupos Etários | Distribuição da População por Grupos Etários | Distribuição da População por Grupos Etários | Distribuição da População por Grupos Etários | Distribuição da População por Grupos Etários | Distribuição da População por Grupos Etários |
| -------------------------------------------- | -------------------------------------------- | -------------------------------------------- | -------------------------------------------- | -------------------------------------------- | -------------------------------------------- |
| Antes da agregação                           |                                              |                                              |                                              |                                              |                                              |
| Ano                                          | 0-14 anos                                    | 15-24 anos                                   | 25-64 anos                                   | >= 65 anos                                   | Total                                        |
| 2001                                         | 67                                           | 70                                           | 267                                          | 121                                          | 525                                          |
| 2011                                         | 53                                           | 43                                           | 251                                          | 117                                          | 464                                          |
| Após a agregação                             |                                              |                                              |                                              |                                              |                                              |
| Ano                                          | 0-14 anos                                    | 15-24 anos                                   | 25-64 anos                                   | >= 65 anos                                   | Total                                        |
| 2021                                         | 45                                           | 38                                           | 225                                          | 105                                          | 413                                          |